# Стари Градац
Стари Градац је насељено место у саставу општине Питомача у Вировитичко-подравској жупанији, Република Хрватска.

## Историја
До територијалне реорганизације у Хрватској налазио се у саставу старе општине Ђурђевац.

## Становништво
На попису становништва 2011. године, Стари Градац је имао 674 становника.

## Попис1991.
На попису становништва 1991. године, насељено место Стари Градац је имало 863 становника, следећег националног састава:
| Попис 1991.‍  | Попис 1991.‍  | Попис 1991.‍ | Попис 1991.‍ | Попис 1991.‍ |
| ------------ | ------------ | ----------- | ----------- | ----------- |
|              |              |             |             |             |
| Хрвати       | Хрвати       |             | 853         | 98,84%      |
| Срби         | Срби         |             | 1           | 0,11%       |
| неопредељени | неопредељени |             | 1           | 0,11%       |
| регион. опр. | регион. опр. |             | 1           | 0,11%       |
| непознато    | непознато    |             | 7           | 0,81%       |
| укупно: 863  |              |             |             |             |